# Jacob van Meurs
Jacob van Meurs (Arnhem, 1619-1620 — Amsterdam, 1680) foi um famoso editor e livreiro holandês que também se destacou como gravador produzindo retratos e paisagens que tiveram grande divulgação na Europa coeva. Com oficina em Amsterdam manteve intensa actividade no período de 1650 a 1680, afirmando-se como um dos mais reputados editores e gravadores do século XVII. No início de sua carreira, van Meurs publicou várias obras sobre a história de Amesterdam e da República Holandesa. Mais tarde ganhou fama com a publicação de uma sucessão de livros e gravuras sobre a China, o Japão, a África e os Estados Unidos. Colaborou, entre outros, com contemporâneos como Johan Nieuhof (1618-1672), Olfert Dapper (1636-1689) e Arnoldus Montano (1625-1683).